# Scholtzia obovata
Scholtzia obovata là một loài thực vật có hoa trong Họ Đào kim nương. Loài này được (DC.) Schauer miêu tả khoa học đầu tiên năm 1843.